# Gert Peter de Gunst
Gert Peter de Gunst (23 novembre 1968) è un allenatore di calcio ed ex calciatore olandese, di ruolo centrocampista.